# Deuxième ligne (rugby à XV)
Ne doit pas être confondu avec Deuxième ligne (rugby à XIII).
Le deuxième ligne  (en anglais : lock ou second row) est un poste de rugby à XV. On trouve deux deuxième ligne dans une équipe : les numéros 4 et 5. Ce sont traditionnellement les plus grands de l'équipe (aux environs de 2 mètres dans les équipes professionnelles) et leur taille est cruciale sur les touches, bien que la synchronisation avec le lanceur soit aussi extrêmement importante. On peut aussi utiliser leur grande taille pour porter leurs coéquipiers en touche ou recevoir les coups d'envoi.

## Description du poste

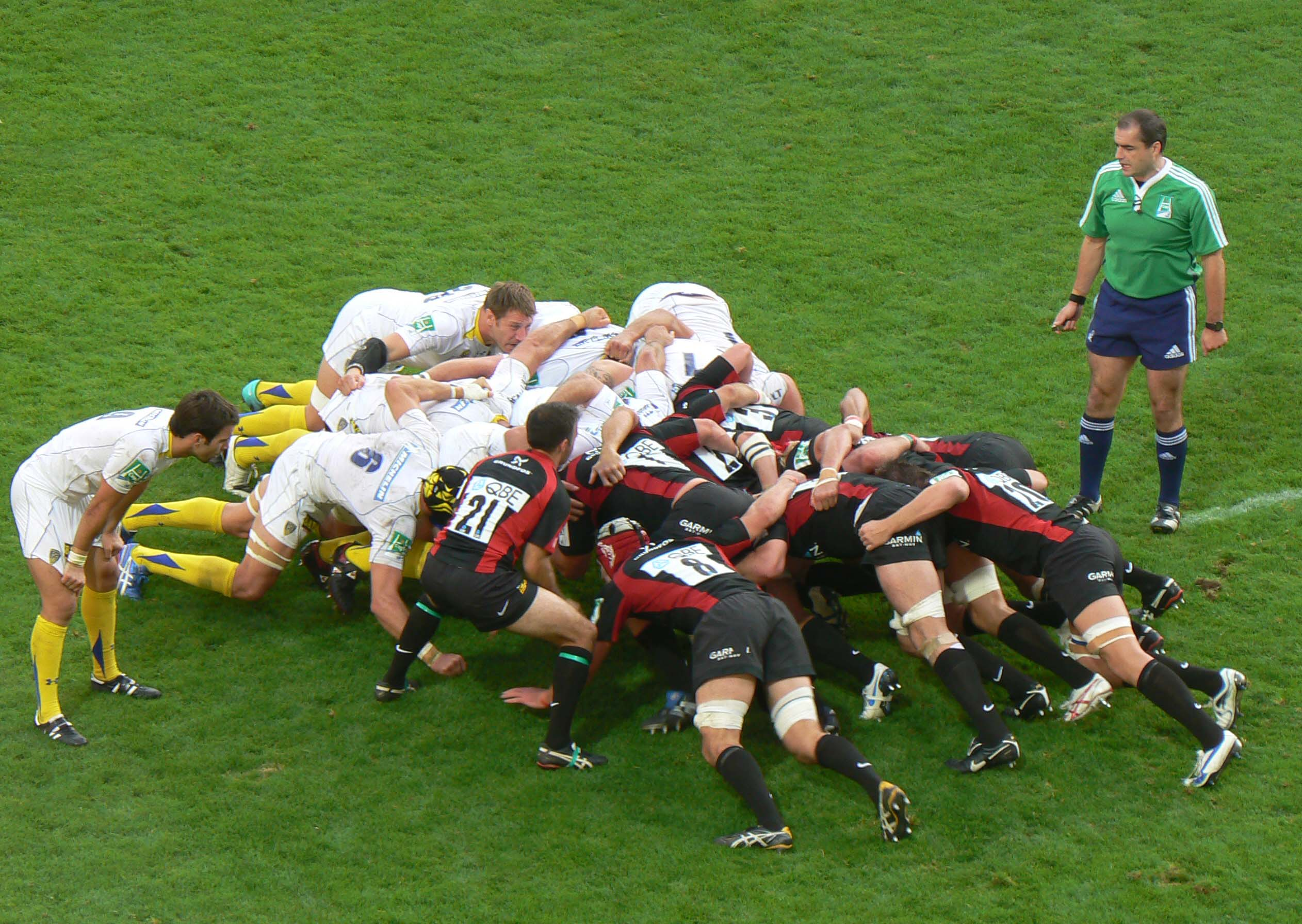
Les deuxième ligne placent leur tête entre les deux joueurs de première ligne placés devant eux lors de la poussée en mêlée fermée

Le 5 de devant (joueurs de première et de seconde ligne) représente la puissance de combat de l'équipe, par leur polyvalence, c'est-à-dire leur capacité à récupérer des ballons et leur courage défensif. Lors des phases de jeu ouvertes, ils ont pour rôle de créer des brèches ou réquisitionner l'intervention de plusieurs défenseurs. Ils sont aussi amenés à assurer la continuité des actions en nettoyant les phases de jeu, c'est-à-dire en empêchant les adversaires d'intervenir pour récupérer le ballon après un plaquage par exemple.
Leur rôle dans les mêlées fermées est aussi extrêmement important pour mettre l'équipe adverse sous pression, leur poussée pouvant grandement aider le talonneur ainsi que leur pilier respectif.
Ce poste a beaucoup évolué depuis le début du siècle, le poste devenant de plus en plus important. À l'origine, les deuxième ligne ont un rôle principalement défensif, au plaquage, dans les rucks, en touche ou en mêlée fermée et sont aujourd'hui plus souvent utilisés comme premier attaquant.
C'est donc un poste peu valorisant pour les joueurs qui sont avant tout concentrés sur des tâches dites « ingrates » mais indispensables à l'équipe. Néanmoins certains sortent du lot par leur capacité à anticiper les actions et donc à être souvent bien placés pour intervenir au cours de phases offensives.
De nombreux joueurs de deuxième ligne sont bagarreurs, c'est-à-dire qu'ils n'hésitent pas à venir défendre leurs coéquipiers qui peuvent être en difficulté (par exemple Maestri, Papé, Cudmore, Botha, O'Connell...)[réf. nécessaire]
En 2014, le néo-zélandais Brodie Retallick est élu meilleur joueur du monde par l'IRB (International Rugby Board), le premier deuxième ligne à l'être. Au cours de la coupe du monde 2015, la deuxième ligne des All Blacks, composée de Brodie Retallick et de Sam Whitelock, est considérée comme la meilleure deuxième ligne du monde,.

## Joueurs emblématiques
Voici une liste de joueurs de joueurs ayant marqué leur poste, membres du temple de la renommée World Rugby ou élus meilleurs joueurs du monde World Rugby :
- Bill Beaumont
- Frik du Preez
- John Eales
- Martin Johnson
- Willie-John McBride
- Colin Meads
- Lucien Mias
- Fabien Pelous
- Brodie Retallick
- Keith Rowlands
- Wavell Wakefield

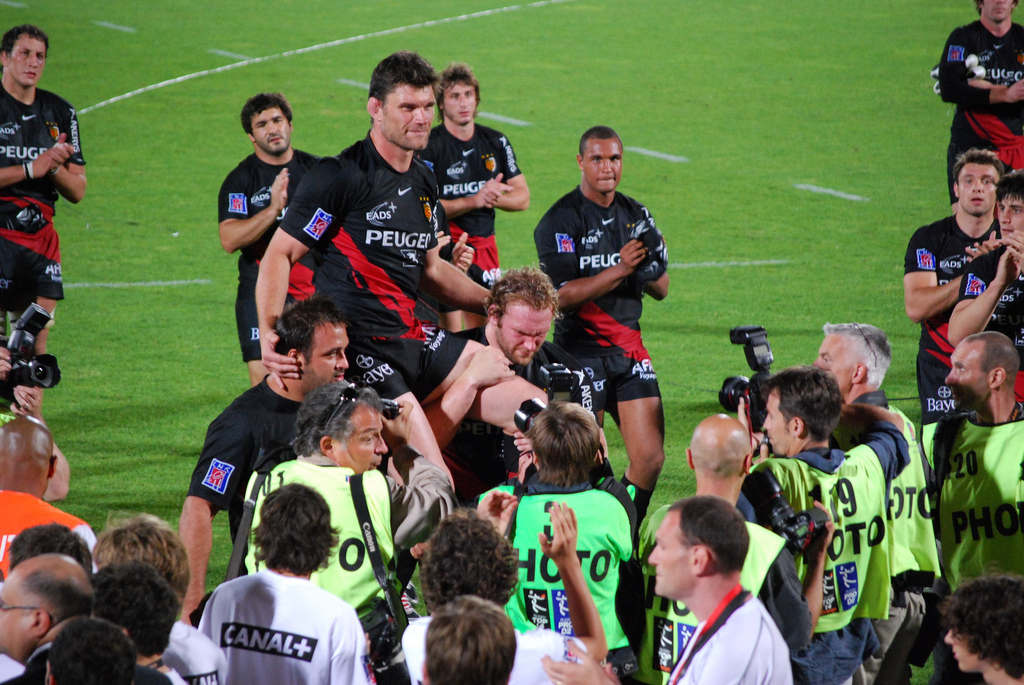
Fabien Pelous (FRA) avec le Stade toulousain.
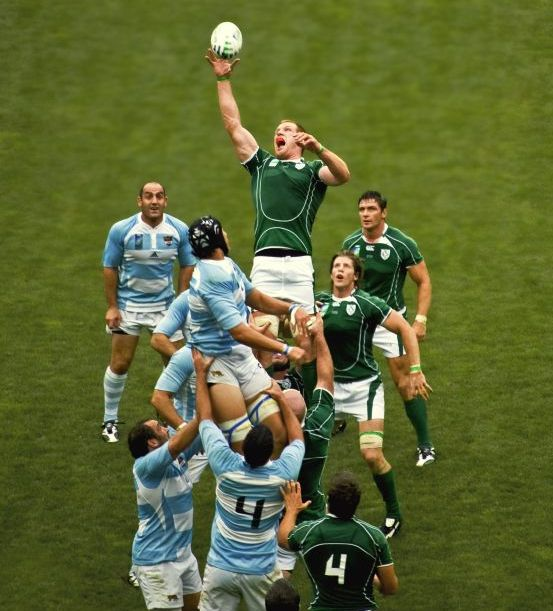
Paul O'Connell (IRL) prend un ballon en touche avec le XV du trèfle. La touche est une spécialité des deuxième ligne.
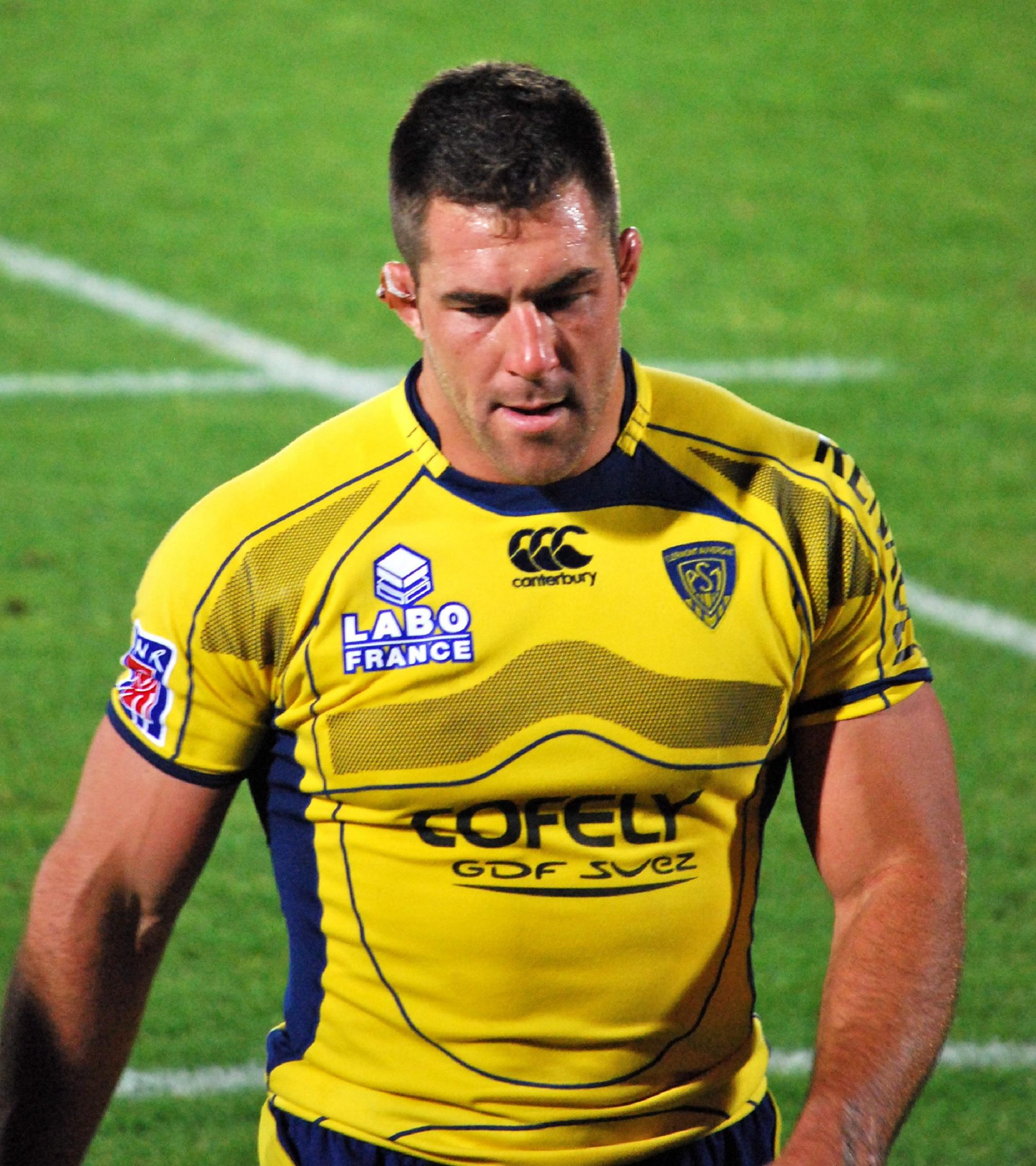
Jamie Cudmore (CAN) dit « le bûcheron canadien » avec Clermont en 2011.